# Gediminidas
A Dinastia Gediminida ou Dinastia de Gediminas (em russo:  Гедими́новичи, transl. Gediminovichi) foi a dinastia governante do Grão-Ducado da Lituânia e o nome comum das famílias principescas da Lituânia, Bielorrússia, Polônia, Rússia e Ucrânia, que remonta ao ancestral Gediminas.

## Origem
A pré-história da Dinastia Gediminida não é totalmente clara devido à inconsistência das fontes escritas medievais. Sabe-se que depois de Daumantas, cujo parentesco com Traidenis e os posteriores Gediminidas não é discutível, o poder em 1287 passou para Butigeidis, irmão de Pucuveras. O suposto pai de Butigeidis e Pucuveras e, portanto, o ancestral da dinastia, é chamado de Escalmantas por alguns historiadores.